# Sari Essayah

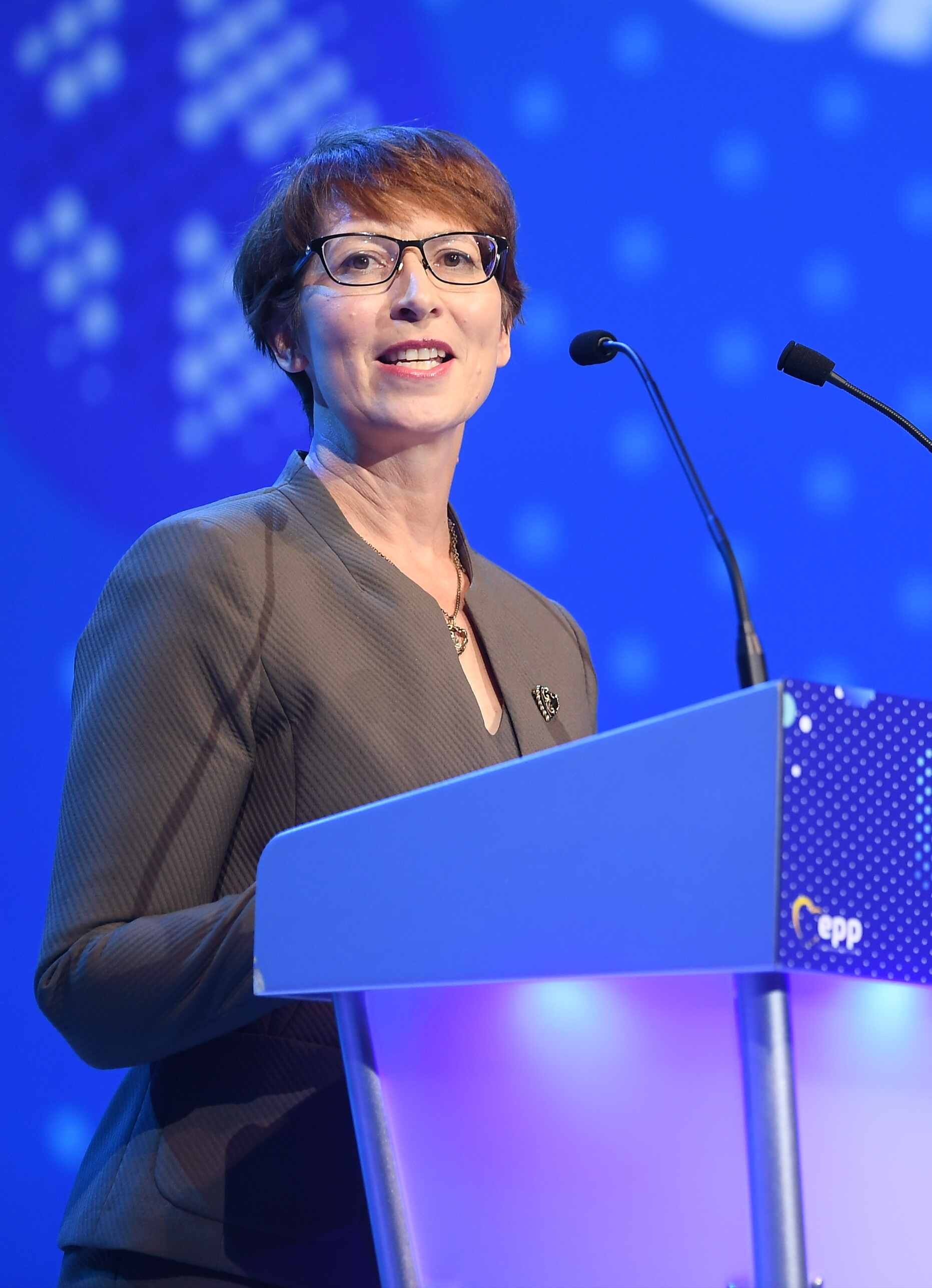
Sari Essayah (2019)

Sari Miriam Essayah (* 21. Februar 1967 in Haukivuori) ist eine ehemalige finnische Leichtathletin und war Abgeordnete im Europaparlament für die Christdemokratische Partei. Seit 2015 ist sie Vorsitzende der Christdemokratischen Partei und seit Juni 2023 finnische Land- und Forstwirtschaftsministerin.

## Sport
Sari Essayah, Kind eines marokkanischen Vaters und einer finnischen Mutter, begann ihre internationale Karriere als Geherin 1987 mit einem 19. Platz im 10-km-Gehen auf der Straße bei den Weltmeisterschaften. Ihre erste Medaille gewann sie mit einem 3. Platz über 5000 Meter auf der Bahn bei der Universiade 1989 in Duisburg. Im 10-km-Gehen auf der Straße folgte 1990 ein 5. Platz bei den Europameisterschaften. 1991 gewann sie bei der Universiade und erreichte bei den Weltmeisterschaften den 3. Platz. Bei den Olympischen Spielen 1992 belegte sie den 4. Platz.
Ihren größten Erfolg feierte Essayah erneut in Deutschland bei den Weltmeisterschaften 1993 in Stuttgart. Sie gewann in 42:59 Minuten mit 9 Sekunden Vorsprung auf die Italienerin Ileana Salvador. 1994 folgte der Titelgewinn bei den Europameisterschaften in Helsinki, wo sie in 42:37 Minuten mit 6 Sekunden Vorsprung auf die Italienerin Annarita Sidoti gewann. 1995 lag Essayah bei den Weltmeisterschaften nur 7 Sekunden hinter Gold, belegte in 42:20 Minuten aber nur den 4. Platz. Zum Abschluss ihrer Karriere nahm sie an den Olympischen Spielen 1996 teil und erreichte Platz 16.
Seit 2016 ist Essayah Mitglied im Internationalen Olympischen Komitee.

## Politik
Nach ihrer Sportkarriere ging Sari Essayah in die Politik. Sie wurde für die Christdemokraten in den Reichstag gewählt und übernahm den Fraktionsvorsitz. Bei der Parlamentswahl im März 2007 verfehlte sie eine Wiederwahl. Bei der Europawahl 2009 gewannen die Christdemokraten ein Mandat, das Sari Essayah wahrnahm. Essayah war in der Fraktion der Europäischen Volkspartei (Christdemokraten) und als Mitglied im Ausschuss für Beschäftigung und soziale Angelegenheiten, in der Delegation für die Beziehungen zu Israel und der Delegation in der Parlamentarischen Versammlung der Union für den Mittelmeerraum tätig. Im November 2011 übernahm sie die Patenschaft für Mikalaj Dzjadok, einen Blogger und politischen Gefangenen aus Belarus. Am 1. Juli 2014 schied sie aus dem Europaparlament as. 
Bei der Präsidentschaftswahl 2012 kandidierte Essayah für das Präsidentenamt. Sie erhielt 2,5 % der Stimmen, womit sie das Wählerpotenzial der Christdemokraten nicht auszuschöpfen vermochte.
Im Kabinett Orpo wurde sie am 20. Juni 2023 zur Land- und Forstwirtschaftsministerin ernannt.